# Brezov
Brezov je obec na Slovensku v okrese Bardejov. Žije zde 369 obyvatel, první písemná zmínka pochází z roku 1335. Nachází se zde římskokatolický kostel Povýšení svatého Kříže z roku 1652, později přestavovaný. K Brezovu patří také osada Malý Brezov.